# Caldo de mondongo
El caldo de mondongo es el nombre de un plato universal que contiene tripas de distintos animales, pero en caso de la provincia de Chimborazo (Ecuador) este plato contiene esencialmente la cabeza y las patas de un borrego. La crianza de ganado ovino es común en la población de los pueblos andinos de América, por lo cual su carne en su totalidad es de consumo popular de sus habitantes, tanto en lo rural como en las áreas urbanas.

## Ingredientes
Con la cabeza y patas de borrego como componente esencial, básicamente se utilizan una rama de cebolla blanca, porción de hierba luisa, tazas de leche, mote pelado o con cáscara, sal, picadillo (trocitos de cebolla blanca y cilantro).

## Preparación
En una olla con 10 litros de agua, se hierve con los ingredientes como cabeza de borrego con sus patas, cebolla, hierba luisa, sal, por el espacio de 5 a 6 horas; luego se añade tazas de leche al gusto y para servirse se agrega el picadillo.

## Propiedades nutricionales
Los sesos contiene 10 gramos de proteínas, 10,30 gramos de grasa por cada 100 gramos, no hay presencia de carbohidratos ni azúcar; y, además posee vitaminas como vitaminas B12, B9, B3. y K.